# 350 nanômetros
O processo de 350 nm refere-se ao nível de tecnologia do processo de fabricação de semicondutores MOSFET que foi comercializado por volta do período de 1993 a 1996, por empresas líderes de semicondutores como Sony, IBM, e Intel.
Um MOSFET com comprimento de canal de 300 nm foi fabricado por uma equipe da Nippon Telegraph and Telephone (NTT) em 1985.